# Eutério (governador)

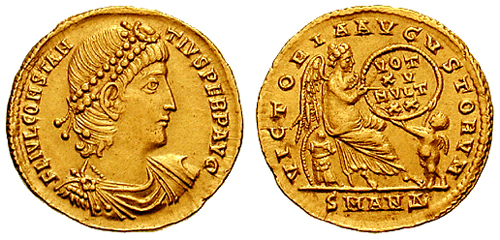
Soldo de Constâncio II r.

Eutério (em latim: Eutherius) foi um oficial romano do século IV, ativo durante o reinado do imperador Constâncio II (r. 337–361). Era nativo de Constantinopla e teve um filho chamado Filópatris, que foi pupilo do sofista Libânio. Provavelmente exerceu a função de advogado na capital e adquiriu ofício através de sua habilidade como orador.
Em 360, Constâncio II nomeou-o como governador da Armênia com o ofício de presidente (praeses), que ele manteve por um ano até ser substituído por Máximo; enquanto esteve em ofício recebeu inúmeras epístolas de Libânio. Em 361, tornar-se-ia presidente de Augustâmica, no Egito. Nessa posição, Libânio solicitou-lhe ajuda para um cidadão de Mênfis.